# Siegerland

Le Siegerland est une région du Sud de la Westphalie dont le principal centre est la ville de Siegen. La région tire son nom du fleuve qui la traverse, le Sieg, un affluent du Rhin dont la source se trouve dans la Rothaargebirge.